# Зегротте
Зе́гро́тте (Водная пещера Хинтербрюль; нем. Seegrotte, Seegrotte Hinterbrühl) — частично затопленная гипсовая шахта недалеко от Вены, туристическая достопримечательность. Называется самым большим подземным озером в Европе, на 200 квадратных метров (6200 против 6000) опережая крупнейшее естественное озеро этой части света — Сен-Леонар.
У озера нет естественных стоков, а подземные воды продолжают поступать. Поэтому, каждую ночь 50—60 кубометров воды откачиваются в близлежащую реку Мёдлинг, для поддержания постоянного уровня озера. Средняя глубина составляет 1,2 м.

## История

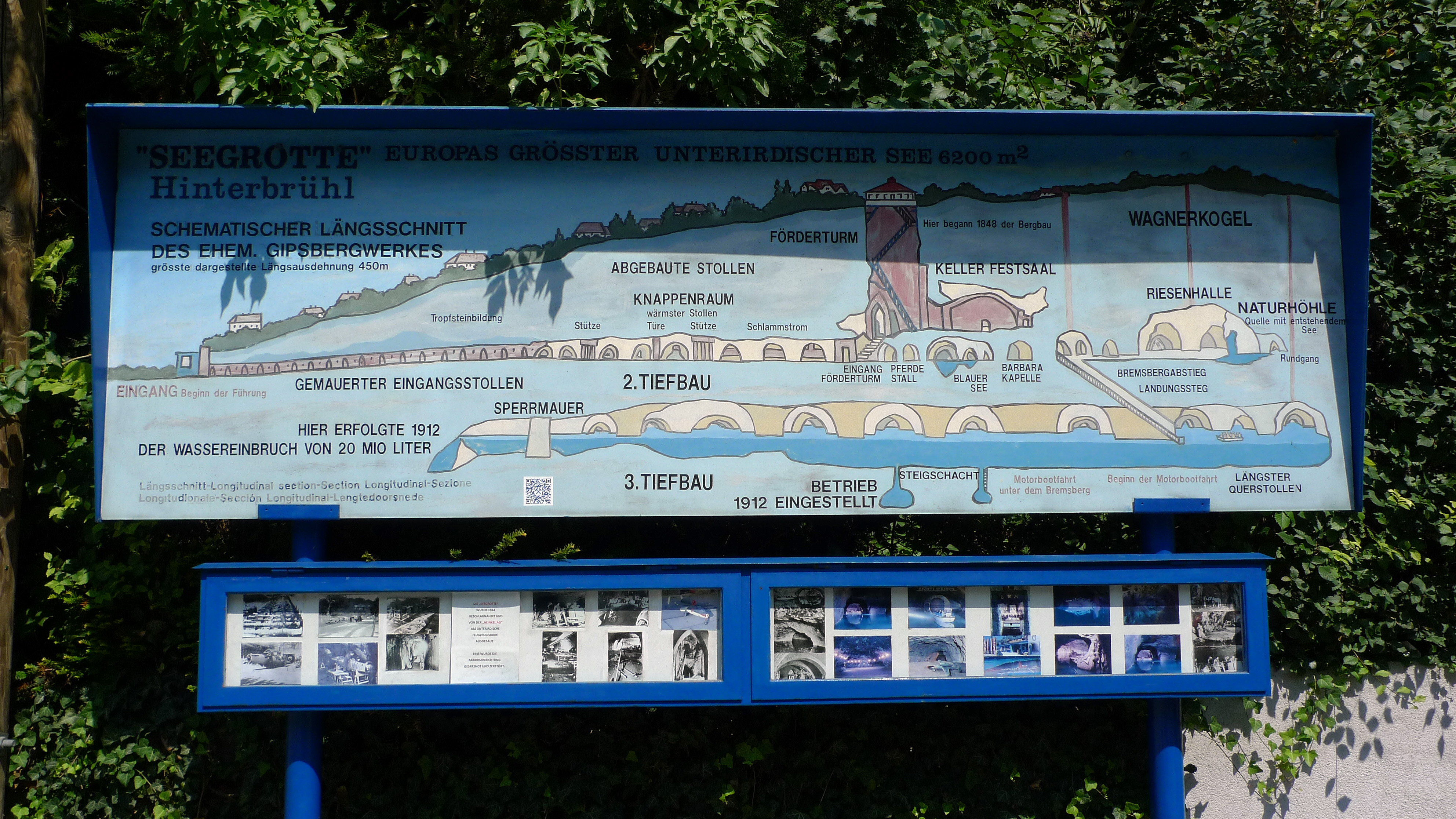
Схема шахты

В середине XIX века житель Хинтербрюля обнаружил месторождение гипса на местном холме. Вскоре началась широкая выработка данного полезного ископаемого. В 1912 году, после взрыва в шахте, в туннели и штольни с чудовищной силой хлынуло более 20 миллионов литров воды. В результате затопления образовалось самое большое подземное озеро в Европе. После этого выработка гипса была навсегда прекращена.
В следующие годы предпринимались попытки использовать сырое подземелье для выращивания грибов или хранения вина, но эти предприятия потерпели неудачу. В 1932 году энтузиасты открыли туристические прогулки на лодке по затопленной штольне и сейчас в штольне размещены экспозиции, посвящённые тяжёлому и опасному труду шахтёров.
Во время Второй мировой войны в защищённой от авианалётов шахте производились Heinkel He 162 Volksjager. Макет и отдельные фрагменты этого истребителя-перехватчика представлены в подземной экспозиции. В сборочных цехах работало около 2 тысяч людей, в том числе и военнопленные. После войны Зегротте, находящаяся в частной собственности, снова начала принимать туристов. С тех пор эту достопримечательность посетили более 10 миллионов человек со всего мира. Подземное озеро использовалось в съёмках голливудского фильма 1993 года «Три мушкетёра».

### Трагедия 2004 года
31 мая 2004 года на озере перевернулась лодка с туристами. Несмотря на то, что глубина мало где достигает человеческого роста, четверо туристов оказались под лодкой и погибли. Причинами катастрофы были названы неудачная конструкция лодки и её перегруженность пассажирами. Управляющий Зегротте и одобривший использование данной лодки чиновник были приговорены к тюремному заключению. В настоящий момент на озере используются две лодки иной конструкции, а их рулевой имеет капитанскую лицензию.